# Zubarah
Zubarah (tiếng Ả Rập: الزبارة), còn được gọi là Al Zubarah hoặc Az Zubarah, là một tàn tích và pháo đài cổ nằm ở phía bắc của bờ biển phía tây của Bán đảo Qatar, thuộc đô thị Al Shamal, cách thủ đô Doha khoảng 105 km. Nó được thành lập bởi Shaikh Muhammed bin Khalifa, cha đẻ của hoàng tộc nhà Khalifa ở Bahrain, gia tộc chính và có ý nghĩa quan trọng trong bộ lạc Bani Utbah nửa đầu thế kỷ 18. Zubarah được UNESCO công nhận là Di sản thế giới từ năm 2013.
Zubarah là ví dụ thành công về một trung tâm giao dịch toàn cầu và khai thác ngọc trai nằm giữa eo biển Hormuz và Vịnh Ba Tư. Đây là một trong những ví dụ được bảo tồn tốt nhất và lớn nhất về khu định cư thế kỷ 18-19 trong khu vực. Bố cục và kết cấu đô thị của khu định cư đã được bảo tồn và không giống với bất kỳ khu định cư nào khác ở Vịnh Ba Tư, cung cấp một cái nhìn sâu sắc về cuộc sống đô thị, lịch sử kinh tế, tổ chức xã hội của vùng Vịnh trước khi nơi đây phát hiện ra dầu mỏ trong thế kỷ 20.
Địa điểm này có diện tích khoảng 400 ha (60 ha bên trong bức tường thị trấn) và là địa điểm khảo cổ quan trọng nhất của Qatar. Ngoài thành lũy thị trấn thì nó còn bao gồm thị trấn cổ, bến cảng, kênh biển, hai bức tường chắn, Pháo đài Murair, và Pháo đài Zubarah.

## Lịch sử
Zubarah bắt nguồn từ tiếng Ả Rập có nghĩa là "gò cát", có lẽ được đặt tên theo sự phong phú của cát và những đụn cát cứng như đá. Trong thời kỳ Hồi giáo sớm, giao dịch và thương mại bùng nổ ở miền bắc Qatar. Những khu định cư bắt đầu xuất hiện trên bờ biển, chủ yếu là giữa Zubarah và Umm al-Ma'a. Một ngôi làng có từ thời Hồi giáo được phát hiện nằm gần thị trấn.
Trong khoảng thời gian từ tháng 9 năm 1627 đến tháng 4 năm 1628, một phi đội hải quân Bồ Đào Nha do D. Goncalo da Silveira chỉ huy đã thiêu hủy một số ngôi làng ven biển lân cận. Khu định cư Zubarah và sự phát triển thời kỳ này được cho là do các khu định cư liền kề này đã bị phá bỏ.

## Pháo đài Zubarah

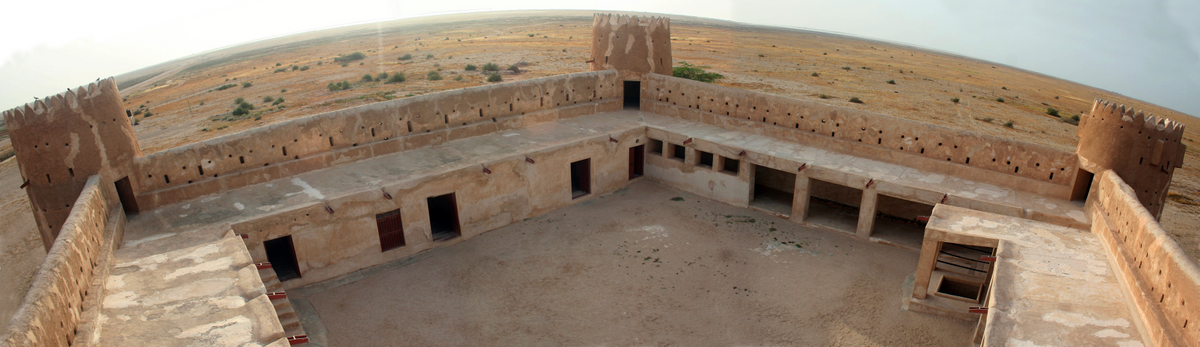
Pháo đài Zubarah

Zubarah nổi tiếng với những pháo đài năm 1938, được chính thức đặt tên theo thành phố. Pháo đài Zubarah là một công trình hình vuông với những bức tường nghiêng và các góc là các tháp canh. Ba tháp canh có hình tròn trong khi tháp thứ tư là tòa tháp nằm phía đông nam của pháo đài có hình chữ nhật. Thiết kế của pháo đài mang tính năng nổi bật và phổ biến cho việc xây dựng các pháo đài trên bán đảo Ả Rập và kiến trúc pháo đài vùng Vịnh, nhưng thay đổi theo được xây dựng trên nền móng bê tông. Nó đánh dấu sự chuyển đổi từ việc chỉ dùng đá xây dựng cấu trúc cho đến việc sử dụng xi măng trong công trình, mặc dù pháo đài vẫn là một thiết kế truyền thống.
Ban đầu, pháo đài được xây dựng như một cơ sở cho quân đội Qatar và cảnh sát để bảo vệ bờ biển phía tây bắc của Qatar như là một phần của một loạt các pháo đài dọc theo bờ biển của Qatar. Nó đã được khôi phục vào năm 1987 với việc loại bỏ một công trình sau khi một số tòa nhà phụ trợ được dựng lên để dành nơi ở cho lực lượng quân đội Qatar. Sau khi mở cửa, pháo đài nhanh chóng trở thành một điểm thu hút lớn du khách trong một thời gian, đồng thời cũng là một bảo tàng địa phương. Do điều kiện không phù hợp trong pháo đài để lưu trữ và trưng bày các hiện vật, nên một phần các hiện vật đã được chuyển tới Doha trong năm 2010. Năm 2011, Bảo tàng Qatar tiến hành một dự án có sự giám sát nhằm bảo trì pháo đài. Công việc dự kiến sẽ tiếp tục vào năm 2013. Trong thời gian này, pháo đài có thể tạm bị đóng cửa.

## Pháo đài Qal'at Murair
Pháo đài Murair nằm cách 1,65 km về phía đông của thị trấn Zubarah. Pháo đài phục vụ cho Zubarah như là để cố thủ nhằm bảo vệ nguồn nước ngọt chính của thị trấn: nước ngầm tại các giếng cạn. Trong các bức tường pháo đài là một nhà thờ Hồi giáo, các tòa nhà. Xung quanh pháo đài, một số vật dụng cho thấy sự hiện diện của các đồn điền và khu định cư nông nghiệp.